# Romilly-sur-Aigre
Romilly-sur-Aigre és un municipi francès, situat al departament de l'Eure i Loir i a la regió de Centre – Vall del Loira. L'any 2007 tenia 442 habitants.

## Demografia

### Població
El 2007 la població de fet de Romilly-sur-Aigre era de 442 persones. Hi havia 166 famílies, de les quals 32 eren unipersonals (24 homes vivint sols i 8 dones vivint soles), 55 parelles sense fills, 63 parelles amb fills i 16 famílies monoparentals amb fills.
La població ha evolucionat segons el següent gràfic:
Habitants censats

### Habitatges
El 2007 hi havia 236 habitatges, 171 eren l'habitatge principal de la família, 39 eren segones residències i 27 estaven desocupats. 232 eren cases i 3 eren apartaments. Dels 171 habitatges principals, 122 estaven ocupats pels seus propietaris, 45 estaven llogats i ocupats pels llogaters i 4 estaven cedits a títol gratuït; 2 tenien una cambra, 5 en tenien dues, 34 en tenien tres, 46 en tenien quatre i 83 en tenien cinc o més. 138 habitatges disposaven pel capbaix d'una plaça de pàrquing. A 69 habitatges hi havia un automòbil i a 88 n'hi havia dos o més.

### Piràmide de població
La piràmide de població per edats i sexe el 2009 era:
| Homes | Edats   | Dones |
| ----- | ------- | ----- |
| 0     | 95 o +  | 0     |
| 0     | 90 a 94 | 0     |
| 4     | 85 a 89 | 4     |
| 0     | 80 a 84 | 0     |
| 20    | 75 a 79 | 20    |
| 4     | 70 a 74 | 8     |
| 8     | 65 a 69 | 16    |
| 12    | 60 a 64 | 8     |
| 16    | 55 a 59 | 8     |
| 4     | 50 a 54 | 12    |
| 16    | 45 a 49 | 8     |
| 16    | 40 a 44 | 4     |
| 24    | 35 a 39 | 16    |
| 16    | 30 a 34 | 32    |
| 8     | 25 a 29 | 16    |
| 12    | 20 a 24 | 8     |
| 12    | 15 a 19 | 16    |
| 20    | 10 a 14 | 32    |
| 20    | 5 a 9   | 4     |
| 8     | 0 a 4   | 24    |

## Economia
El 2007 la població en edat de treballar era de 260 persones, 191 eren actives i 69 eren inactives. De les 191 persones actives 166 estaven ocupades (100 homes i 66 dones) i 26 estaven aturades (8 homes i 18 dones). De les 69 persones inactives 25 estaven jubilades, 26 estaven estudiant i 18 estaven classificades com a «altres inactius».

### Ingressos
El 2009 a Romilly-sur-Aigre hi havia 188 unitats fiscals que integraven 482 persones, la mediana anual d'ingressos fiscals per persona era de 15.579 €.

### Activitats econòmiques
Dels 12 establiments que hi havia el 2007, 1 era d'una empresa de fabricació de material elèctric, 1 d'una empresa de fabricació d'altres productes industrials, 2 d'empreses de construcció, 1 d'una empresa de comerç i reparació d'automòbils, 1 d'una empresa d'informació i comunicació, 1 d'una empresa immobiliària, 3 d'empreses de serveis i 2 d'entitats de l'administració pública.
Dels 2 establiments de servei als particulars que hi havia el 2009, 1 era un paleta i 1 lampisteria.
L'any 2000 a Romilly-sur-Aigre hi havia 11 explotacions agrícoles que ocupaven un total de 987 hectàrees.

## Equipaments sanitaris i escolars
El 2009 hi havia una escola elemental integrada dins d'un grup escolar amb les comunes properes formant una escola dispersa.

## Poblacions més properes
El següent diagrama mostra les poblacions més properes.